# Демчишина, Дарья Ивановна
Дарья Ивановна Демчишина — советский хозяйственный, государственный и политический деятель, Герой Социалистического Труда.

## Биография
Родилась в 1919 году на территории современной Николаевской области.
С 1937 года — на хозяйственной, общественной и политической работе. В 1937—1974 гг. — комбайнёр Николаевской 2-й машинно-тракторной станции в селе Николаевка, намолотила с убранной площади за 25 рабочих дней 8109 центнеров зерновых культур в 1951 году, комбайнёр в колхозе «Червона Украина» Казанковского района Николаевской области Украинской ССР.
Указом Президиума Верховного Совета СССР от 20 мая 1952 года присвоено звание Героя Социалистического Труда с вручением ордена Ленина и золотой медали «Серп и Молот».
Избиралась депутатом Верховного Совета СССР 4-го и 5-го созывов.
Умерла в 2000 году в селе Николаевка.